# Szenegál az 1972. évi nyári olimpiai játékokon
Szenegál az NSZK-beli Münchenben megrendezett 1972. évi nyári olimpiai játékok egyik részt vevő nemzete volt. Az országot az olimpián 5 sportágban 38 sportoló képviselte, akik érmet nem szereztek.

## Atlétika
Férfi
| Versenyző                                               | Versenyszám     | Előfutam | Előfutam | Előfutam | Negyeddöntő | Negyeddöntő | Negyeddöntő | Elődöntő | Elődöntő | Elődöntő | Döntő   | Döntő    |
| Versenyző                                               | Versenyszám     | Idő      | Hely.    | Össz.    | Idő         | Hely.       | Össz.       | Idő      | Hely.    | Össz.    | Idő     | Helyezés |
| ------------------------------------------------------- | --------------- | -------- | -------- | -------- | ----------- | ----------- | ----------- | -------- | -------- | -------- | ------- | -------- |
| Barka Sy                                                | 100 m           | 10,30    | 1.       | 3.       | 10,27       | 2.          | 6.          | 10,42    | 5.       | 8.       | kiesett | kiesett  |
| Amadou Gakou                                            | 400 m           | 47,68    | 4.       | 44.      | 46,96       | 7.          | 31.         | kiesett  | kiesett  | kiesett  | kiesett | kiesett  |
| Daniel Andrade                                          | 800 m           | 1:53,9   | 7.       | 52.      |             |             |             | kiesett  | kiesett  | kiesett  | kiesett | kiesett  |
| Daniel Andrade                                          | 1500 m          | 3:59,2   | 9.       | 59.      |             |             |             | kiesett  | kiesett  | kiesett  | kiesett | kiesett  |
| Abdoulaye Sarr                                          | 110 m gát       | 14,12    | 4.       | 16.      |             |             |             | kiesett  | kiesett  | kiesett  | kiesett | kiesett  |
| Malang Mané Christian Dorosario Momar N’Dao Barka Sy    | 4 × 100 m váltó | 40,95    | 5.       | 20.      |             |             |             | kiesett  | kiesett  | kiesett  | kiesett | kiesett  |
| Omar Ba Abdou Mamadou Sow Samba Dièye Jean-Pierre Mango | 4 × 400 m váltó | 3:11,2   | 7.       | 19.      |             |             |             |          |          |          | kiesett | kiesett  |

| Versenyző   | Versenyszám | Selejtező | Selejtező | Döntő    | Döntő    |
| Versenyző   | Versenyszám | Eredmény  | Helyezés  | Eredmény | Helyezés |
| ----------- | ----------- | --------- | --------- | -------- | -------- |
| Mansour Dia | Hármasugrás | 16,55 m   | 3.        | 16,83 m  | 6.       |

## Birkózás
Szabadfogású
| Versenyző      | Versenyszám | 1. forduló                       | 2. forduló                           | 3. forduló        | 4. forduló        | 5. forduló        | 6. forduló        | Döntő             | Helyezés    |
| Versenyző      | Versenyszám | Ellenfél Eredmény                | Ellenfél Eredmény                    | Ellenfél Eredmény | Ellenfél Eredmény | Ellenfél Eredmény | Ellenfél Eredmény | Ellenfél Eredmény | Helyezés    |
| -------------- | ----------- | -------------------------------- | ------------------------------------ | ----------------- | ----------------- | ----------------- | ----------------- | ----------------- | ----------- |
| Arona Mané     | 68 kg       | Udo Schröder (GDR) · kétvállas   | Georges Carbasse (FRA) · kétvállas   | kiesett           | kiesett           | kiesett           |                   | kiesett           | helyezetlen |
| Ibrahim Diop   | 82 kg       | Levan Tediasvili (URS) · 3.5-0.5 | Hayri Polat (TUR) · kétvállas        | kiesett           | kiesett           | kiesett           | kiesett           | kiesett           | helyezetlen |
| Alioune Camara | 90 kg       | Raúl García (MEX) · kétvállas    | Étienne Martinetti (SUI) · kétvállas | kiesett           | kiesett           | kiesett           | kiesett           | kiesett           | helyezetlen |
| Robert N'Diaye | 100 kg      | Enache Panait (ROU) · kétvállas  | Abolfazl Anvari (IRI) · kétvállas    | kiesett           | kiesett           | kiesett           |                   | kiesett           | helyezetlen |

## Cselgáncs
| Versenyző        | Versenyszám  | Csoport | Selejtező                 | 1. forduló                | 2. forduló        | 3. forduló        | 4. forduló        | Vigaszág 1. forduló | Vigaszág 2. forduló       | Vigaszág 3. forduló | Elődöntő          | Döntő             | Helyezés |
| Versenyző        | Versenyszám  | Csoport | Ellenfél Eredmény         | Ellenfél Eredmény         | Ellenfél Eredmény | Ellenfél Eredmény | Ellenfél Eredmény | Ellenfél Eredmény   | Ellenfél Eredmény         | Ellenfél Eredmény   | Ellenfél Eredmény | Ellenfél Eredmény | Helyezés |
| ---------------- | ------------ | ------- | ------------------------- | ------------------------- | ----------------- | ----------------- | ----------------- | ------------------- | ------------------------- | ------------------- | ----------------- | ----------------- | -------- |
| Xavier Boissy    | Könnyűsúly   | A       |                           | Roberto Pacheco (PUR) · V | kiesett           | kiesett           | kiesett           |                     |                           |                     |                   |                   | 19.      |
| Babacar Sidibé   | Váltósúly    | A       |                           | Raúl Foullon (MEX) · V    | kiesett           | kiesett           | kiesett           |                     |                           |                     |                   |                   | 18.      |
| Jonas Cissé      | Középsúly    | A       | Guram Gogolauri (URS) · V | kiesett                   | kiesett           | kiesett           | kiesett           |                     |                           |                     |                   |                   | 33.      |
| Mohamed Dione    | Félnehézsúly | B       |                           | Chiaki Ishii (BRA) · V    | kiesett           | kiesett           | kiesett           |                     |                           |                     |                   |                   | 19.      |
| M'Bagnick M'Bodj | Nehézsúly    | A       |                           | Givi Onasvili (URS) · V   |                   |                   |                   |                     | Nisimura Motoki (JPN) · V | kiesett             | kiesett           | kiesett           | 7.       |
| Abdoulaye Djiba  | Nyílt        | A       |                           | Johnny Watts (USA) · V    | kiesett           | kiesett           | kiesett           |                     |                           |                     |                   |                   | 19.      |

## Kosárlabda
| Szenegáli férfi kosárlabdacsapat-játékoskeret                                                                        | Szenegáli férfi kosárlabdacsapat-játékoskeret                                                                  |
| --- | --- |
| - Doudas Leydi Camara - Joseph Diandy - Moustafa Diop - Papa Malick Diop - Cheikh Amadou Fall - Alioune Badara Guèye | - Sylvestre Lopis - Abdourahmane N'Diaye - Pierre Martin Sagna - Babacar Seck - Assane Thiam - Boubacar Traoré |

### Eredmények
Csoportkör
B csoport
| Csapat               | M | Gy | V | P+  | P–  | Pk   |
| -------------------- | - | -- | - | --- | --- | ---- |
| Szovjetunió (URS)    | 7 | 7  | 0 | 639 | 479 | +160 |
| Olaszország (ITA)    | 7 | 5  | 2 | 547 | 471 | +76  |
| Jugoszlávia (YUG)    | 7 | 5  | 2 | 582 | 484 | +98  |
| Puerto Rico (PUR)    | 7 | 5  | 2 | 570 | 531 | +39  |
| NSZK (FRG)           | 7 | 3  | 4 | 482 | 518 | –36  |
| Lengyelország (POL)  | 7 | 2  | 5 | 520 | 536 | –16  |
| Fülöp-szigetek (PHI) | 7 | 1  | 6 | 526 | 666 | –140 |
| Szenegál (SEN)       | 7 | 0  | 7 | 405 | 586 | –181 |

| 1972. augusztus 27. 14:30 | Szenegál (SEN) | 52 – 94 | Szovjetunió (URS) |  |
| 1972. augusztus 27. 14:30 | (23–50)        |         |                   |  |

| 1972. augusztus 28. 9:00 | Szenegál (SEN) | 56 – 92 | Olaszország (ITA) |  |
| 1972. augusztus 28. 9:00 | (28–47)        |         |                   |  |

| 1972. augusztus 29. 9:00 | Szenegál (SEN) | 59 – 95 | Lengyelország (POL) |  |
| 1972. augusztus 29. 9:00 | (25–49)        |         |                     |  |

| 1972. augusztus 30. 18:30 | Puerto Rico (PUR) | 92 – 57 | Szenegál (SEN) |  |
| 1972. augusztus 30. 18:30 | (39–28)           |         |                |  |

| 1972. szeptember 1. 9:00 | Szenegál (SEN) | 62 – 68 | Fülöp-szigetek (PHI) |  |
| 1972. szeptember 1. 9:00 | (30–39)        |         |                      |  |

| 1972. szeptember 2. 9:00 | Jugoszlávia (YUG) | 73 – 57 | Szenegál (SEN) |  |
| 1972. szeptember 2. 9:00 | (31–31)           |         |                |  |

| 1972. szeptember 3. 18:30 | NSZK (FRG) | 72 – 62 | Szenegál (SEN) |  |
| 1972. szeptember 3. 18:30 | (42–34)    |         |                |  |

A 13–16. helyért
| 1972. szeptember 6. 20:00 | Japán (JPN) | 70 – 67 | Szenegál (SEN) |  |
| 1972. szeptember 6. 20:00 | (34–39)     |         |                |  |

A 15. helyért
| 1972. szeptember 8. 15:00 | Szenegál (SEN) | 2 – 0 | Egyiptom (EGY) |  |
| 1972. szeptember 8. 15:00 |                |       |                |  |

- Egyiptom visszalépett. A hivatalos jegyzőkönyvben 2–0-s végeredmény szerepel.

| Csapat         | Helyezés |
| -------------- | -------- |
| Szenegál (SEN) | 15.      |

## Ökölvívás
| Versenyző            | Versenyszám   | Selejtező                   | 32-es főtábla                         | Nyolcaddöntő      | Negyeddöntő       | Elődöntő          | Döntő             | Helyezés |
| Versenyző            | Versenyszám   | Ellenfél Eredmény           | Ellenfél Eredmény                     | Ellenfél Eredmény | Ellenfél Eredmény | Ellenfél Eredmény | Ellenfél Eredmény | Helyezés |
| -------------------- | ------------- | --------------------------- | ------------------------------------- | ----------------- | ----------------- | ----------------- | ----------------- | -------- |
| Pierre Amont N'Diaye | Harmatsúly    | erőnyerő                    | George Turpin (GBR) · 0-5             | kiesett           | kiesett           | kiesett           | kiesett           | 17.      |
| Abdou Faye           | Pehelysúly    | Michael Andrews (NGR) · 0-5 | kiesett                               | kiesett           | kiesett           | kiesett           | kiesett           | 33.      |
| Abdou Fall           | Kisváltósúly  |                             | Pak Thesik (Park Tae-sik) (KOR) · RSC | kiesett           | kiesett           | kiesett           | kiesett           | 17.      |
| Oumar Fall           | Nagyváltósúly | Svetomir Belić (YUG) · 1-4  | kiesett                               | kiesett           | kiesett           | kiesett           | kiesett           | 32.      |